# Christmas at the Biltmore Estate
| Оценки критиков               | Оценки критиков |
| Источник                      | Оценка          |
| ----------------------------- | --------------- |
| AllMusic                      | [ 1 ]           |
| Encyclopedia of Popular Music | [ 2 ]           |

Christmas at the Biltmore Estate — концертный и рождественский альбом американской певицы Джуди Коллинз, выпущенный 21 октября 1997 года на лейбле Elektra Records.

## Об альбоме
Запись концерта прошла в 1997 году в поместье «Билтмор», Эшвилл, Северная Каролина. В его записи приняли участие команда музыкантов Коллинз и детский хор Шарлотты. Коллинз исполнила свои оригинальные тематические композиции «Come Joy» и «All on a Wintry Night» из её предыдущего рождественского альбома, новую авторскую песню «The Night Before Christmas», а также народные песни и популярные рождественские шлягеры.

## Отзывы критиков
Уильям Рульманн из AllMusic назвал украшением альбома прекрасный голос певицы, который особенно хорошо подходит для такого рода материала. И хотя, по его мнению, альбом выглядит немного официально, при прослушивании Коллинз пробуждает теплые домашние воспоминания.

## Список композиций
| №                   | Название                         | Автор(ы)                         | Длительность |
| ------------------- | -------------------------------- | -------------------------------- | ------------ |
| 1.                  | «Joy To The World»               | Лоуэлл Мейсон, Исаак Уоттс       | 3:16         |
| 2.                  | «Silver Bells»                   | Рэй Эванс, Джей Ливингстон       | 4:19         |
| 3.                  | «Santa Clause Is Coming to Town» | Дж. Фред Кутс, Хейвен Гиллеспи   | 4:10         |
| 4.                  | «Jingle Bells»                   | Джеймс Пьерпонт                  | 3:17         |
| 5.                  | «Hark! The Herald Angels Sing»   | Феликс Мендельсон, Чарльз Уэсли  | 3:02         |
| 6.                  | «What Child Is This?»            | народная                         | 3:39         |
| 7.                  | «The Twelve Days of Christmas»   | народная                         | 5:00         |
| 8.                  | «Come Rejoice»                   | Джуди Коллинз                    | 4:02         |
| 9.                  | «The Holly and the Ivy»          | народная                         | 3:13         |
| 10.                 | «All on a Wintry Night»          | Джуди Коллинз                    | 4:05         |
| 11.                 | «The First Noel»                 | народная                         | 4:18         |
| 12.                 | «I Saw Three Ships»              | народная                         | 2:44         |
| 13.                 | «The Night Before Christmas»     | Джуди Коллинз                    | 5:16         |
| 14.                 | «O Come All Ye Faithful»         | Фредерик Окли, Джон Фрэнсис Уэйд | 3:53         |
| Общая длительность: | Общая длительность:              | Общая длительность:              | 54:14        |